# Borgio Verezzi
Borgio Verezzi (ligur nyelven Bòrṡi e Veréssi, Bòrṡi e Ver̯éssu, Bòrzi e Veéssu, Veéssi, Borsi e Verési vagy Bòrxi e Verésso) település Olaszországban, Liguria régióban, Savona megyében. Lakosainak száma 2048 fő (2023. január 1.). Borgio Verezzi Finale Ligure, Pietra Ligure és Tovo San Giacomo községekkel határos.

## Népesség
A település népességének változása:
| Lakosok száma | 2232 | 2203 | 2048 |
|               | 2017 | 2018 | 2023 |